# Соціологія праці
Соціоло́гія пра́ці — галузь соціології, що вивчає соціально типові процеси, які знаходять своє вираження у відношенні людини до праці, його соціальної активності, взаєминах людей і соціальних груп у виробничих колективах. У вузькому сенсі соціологія праці досліджує поведінку роботодавців і найманих працівників у відповідь на дію економічних і соціальних стимулів до праці.
Соціологія праці тісно пов'язана з такими економічними науками як макро- і мікроекономіка, економіка підприємства, статистика, організація виробництва та галузевими соціологічними дисциплінами — соціологією організацій, соціологією управління, економічною соціологією.

## Історія соціології праці
На початку XIX століття з'явилися перші наукові роботи з дослідження праці, мали емпіричний характер.
У другій половині XIX століття з'явилися перші систематичні роботи з дослідження праці. Мета таких досліджень, розпочатих американським інженером Фредеріком Тейлором, полягала спочатку в пошуку методів раціонального виконання виробничих операцій. Згодом виник науковий напрямок, отримав назву «наукова організація праці». У рамках даного наукового напрямку виникли поняття «нормування праці», «заробітна плата», «професійний відбір» та ін. Великий внесок у розвиток вітчизняної соціології праці вніс керівник Центрального інституту праці Олексій Гаст.
Згодом на формування соціології праці справили великий вплив такі науки як економіка, математика, статистика, фізіологія і психологія людини, правознавство та ін.

## Поняття соціології праці
У соціології праці виділяють такі поняття, як зміст праці і характер праці. Під визначенням змісту праці розуміють виявлення в чіткого означення трудових функцій, обумовлених технікою, технологією, організацією виробництва і майстерністю працівника. Під характером праці розуміють метод з'єднання виробника із засобами виробництва, обумовлений панівними відносинами власності у даному суспільстві. Характер праці подає соціально-економічну природу праці в суспільстві, що знаходиться на певному етапі розвитку.
Подібно до того, як продуктивні сили і виробничі відносини відображають єдність способу виробництва, так зміст і характер праці являють собою єдність сутності і форми суспільної праці.
У число основних понять даної галузі соціології входить поняття праці і задоволеність працею. Праця — це діяльність суб'єкта, спрямована на випереджальне задоволення його потреб, в системі суспільного розподілу продуктивних функцій. Задоволеність працею — оцінка індивідом власного становища в системі суспільного розподілу праці.